# Wijnsuggestie

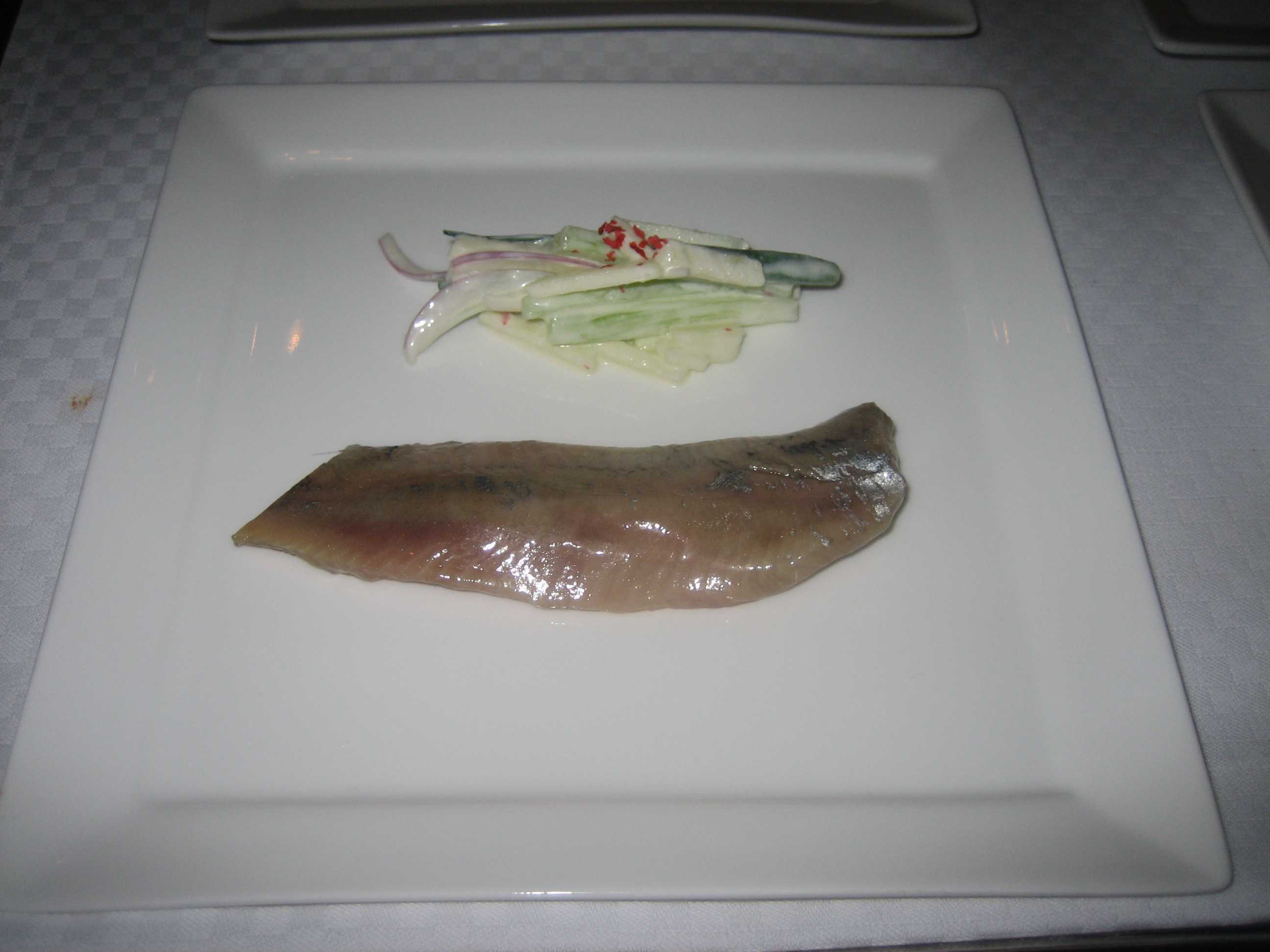
Nieuwe haring met een ziltige vette sake

Een wijnsuggestie is een aanbeveling die wordt gedaan om een bepaald gerecht met een bepaalde wijn te combineren. Doel van een wijnsuggestie is om mensen een leidraad te geven welke wijn het beste bij hun gerecht past.
Hoewel men spreekt over een “wijnsuggestie” zal een gastvrouw of -heer eveneens andere dranken kunnen aanbevelen. Het zou ook goed een gedistilleerde drank, bier of niet-alcoholische drank kunnen zijn. Men spreekt dan eigenlijk over een dranksuggestie. Specifieke biersuggesties kunnen worden gegeven door een zytholoog.

## Aanbevelingen
Het combineren van wijnen en gerechten vraagt de nodige aandacht omdat ze grote invloed op elkaar hebben. Vooral een negatieve invloed op de smaak van gerecht of wijn kan beter voorkomen worden. In het verleden kon vertrouwd worden op lokale gebruiken. Tegenwoordig is de rol van de sommelier of de wijnadviseur veel belangrijker. De smaak van wijnen en gerechten is minder voorspelbaar, mede door de toepassing van moderne technieken. Tegenwoordig staat zelfs op bijna elke fles wijn de toepassingsmogelijkheden voor het gebruik in combinatie met een gerecht. Ook in veel supermarkten is tegenwoordig kant-en-klare informatie verkrijgbaar over bijvoorbeeld wijnsmaken en geschikte combinaties. 

## Kunst en wetenschap
Hoewel gevoel een belangrijk aspect vormt van een culinaire ervaring, is hier ook wetenschappelijk onderzoek naar gedaan. Nederland kent een wetenschappelijk afgestudeerde gastronoom die van wijn-spijscombinaties een wetenschappelijke studie maakte. Peter Klosse, een van Nederlands grootste autoriteiten op dit gebied, schreef hier verschillende boeken over waaronder 'Smaak' en 'Het Proefboek'. Kernpunt bij zijn filosofie is het analyseren van het product, de wijn om vervolgens de perfecte combinatie te laten afhangen van zo veel mogelijk overeenstemmingen op het gebied van mondgevoel en smaakrijkdom. Toch blijken de perfecte combinaties ook een kwestie van gevoel. De invloed van persoonlijke voorkeur en situatie is niet uit te sluiten. 

## Bekende wijn-spijscombinaties
- Paté van ganzenlever of Roquefort met een wijn uit de Sauternais of soortgelijke
- Geitenkaas met Sancerre of soortgelijke
- Amarone della Valpolicella met sukiyaki
- Oude belegen kaas of Stilton met gelagerde port
- Gekruid eten (bijvoorbeeld uit de Aziatische keuken) met Gewürztraminer-wijn
- Zuurkool met Riesling-wijn
- Oesters met Champagne
- Zalm met chardonnay
- Salade niçoise met Provençaalse roséwijn
- Nieuwe haring met jenever

## Veel gebruikte termen
- Wijn-spijscombinatie
- Wijnaanbeveling